# Happy Days
《Happy Days》是大塚愛的第4張單曲。2004年7月7日由艾迴發行其之。初回版五萬張CD附本人創作之限定特典繪本。DVD版本也同時發售。
在演唱會上若有演唱此曲時，大塚愛會與音樂錄影帶相同，拿出如同此歌標誌般的擴音器表演該曲。

## 收錄曲目

### CD
1. Happy Days (03:46)
森永冰品「ICE BOX」主題曲。
日本電視台「高中生機智問答2004」主題曲。
第二張專輯《LOVE JAM》，第一張精選《愛 am BEST》收錄曲。
2. 星塵 (03:48)
3. Happy Days（演奏版） (03:46)
4. 星塵（演奏版） (03:48)

### DVD
1. Happy Days Music Clip